# Pabuk
Pabuk (Nothofagus, zastarale též bukovec) je jediný rod čeledi pabukovité (Nothofagaceae) vyšších dvouděložných rostlin z řádu bukotvaré (Fagales). Jsou to opadavé nebo stálezelené dřeviny, rozšířené na jižní polokouli, kde ekologicky odpovídají zástupcům čeledi bukovité ze severní polokoule. V Česku se zejména v botanických zahradách a arboretech občas pěstuje pabuk jižní.

## Charakteristika
Pabuky jsou opadavé nebo stálezelené keře a stromy se střídavými jednoduchými listy s palisty. Listy jsou celistvé, celokrajné nebo pilovité, dvouřadě rozložené, se zpeřenou žilnatinou, krátce řapíkaté. Letorosty jsou štíhlé.
Květy jsou nenápadné, drobné, v trojkvětých vrcholících nebo jednotlivé, jednopohlavné. Samčí květy obsahují 8 až 40 tyčinek a jsou podepřeny zvonkovitým kalichem, Samičí květy jsou po 1 až 3 v číšce. Plodem jsou ostrohranné nažky, uzavřené v šupinaté a za zralosti pukající číšce, nejčastěji po 3.

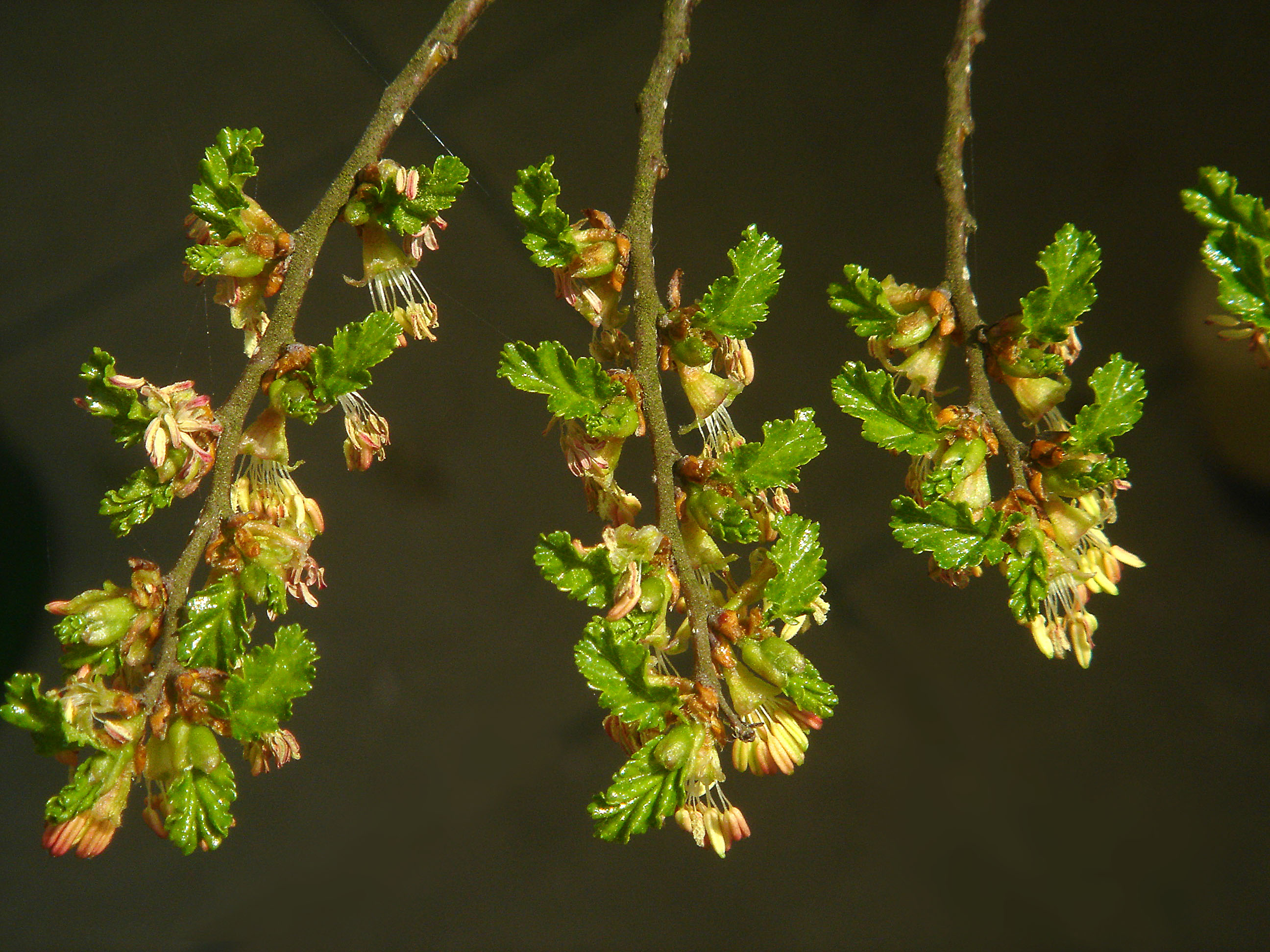
Kvetoucí větévky pabuku jižního (Nothofagus antarctica)
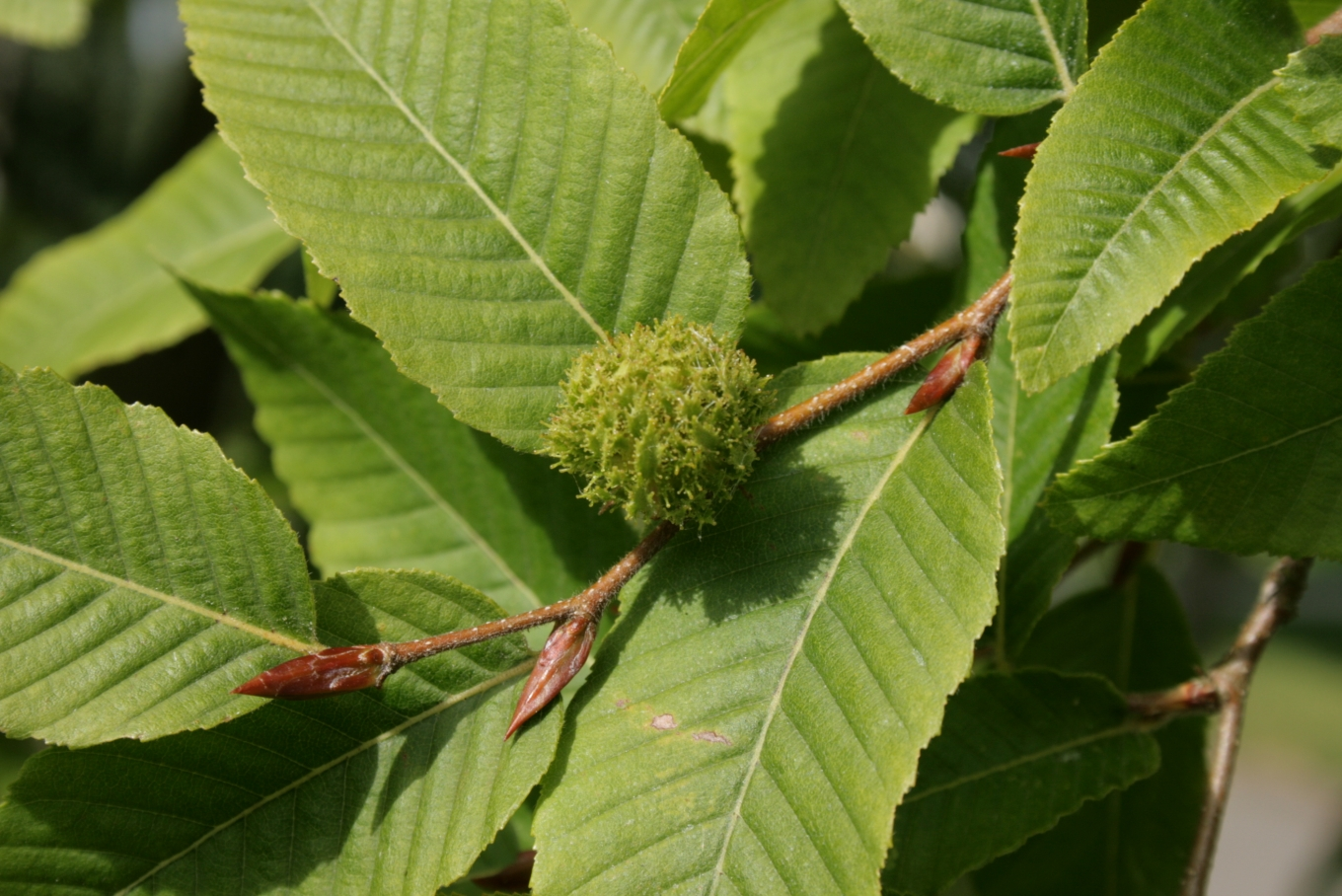
Plodící větévka pabuku Nothofagus alpina
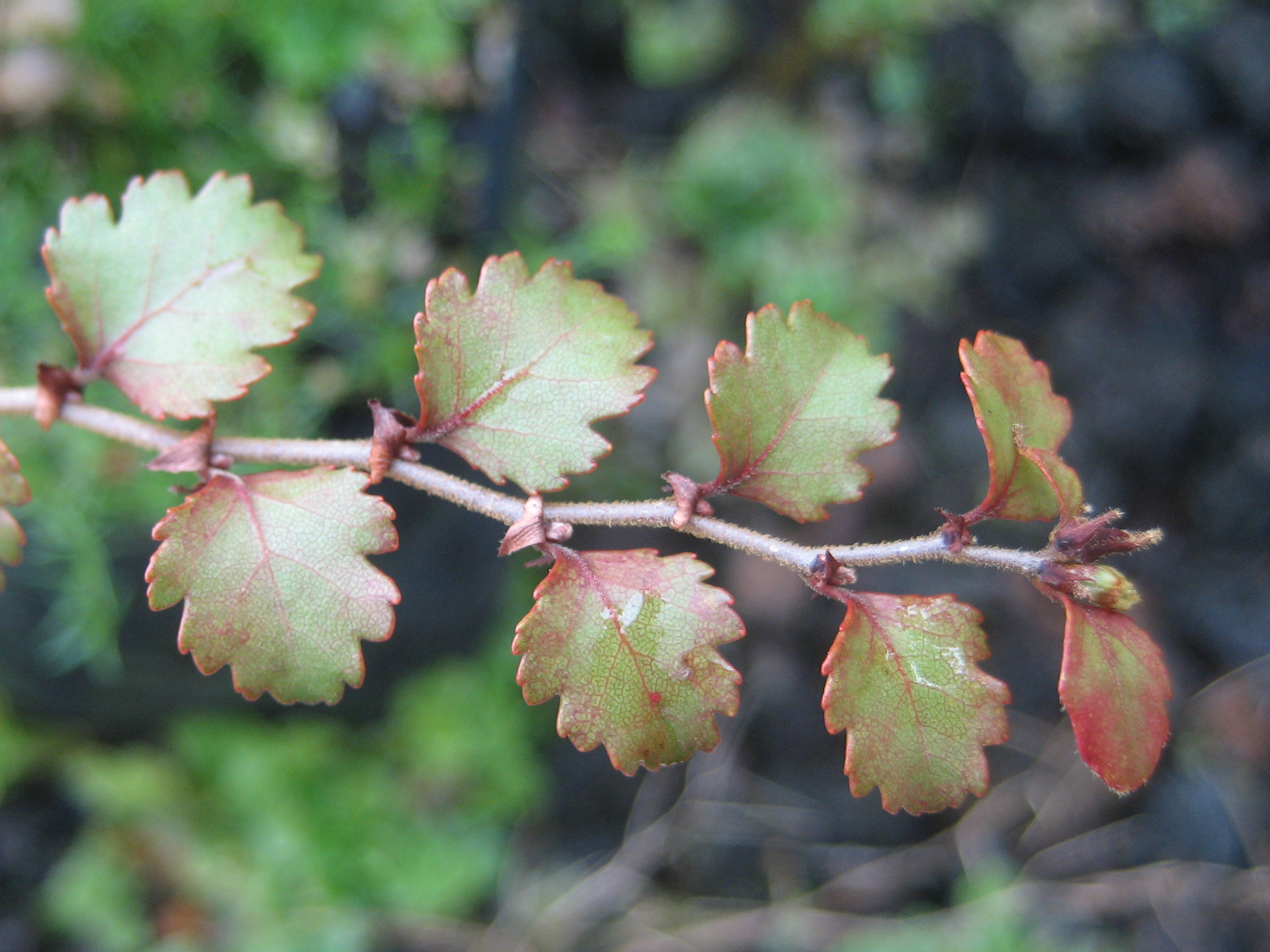
Větévka pabuku Nothofagus fusca
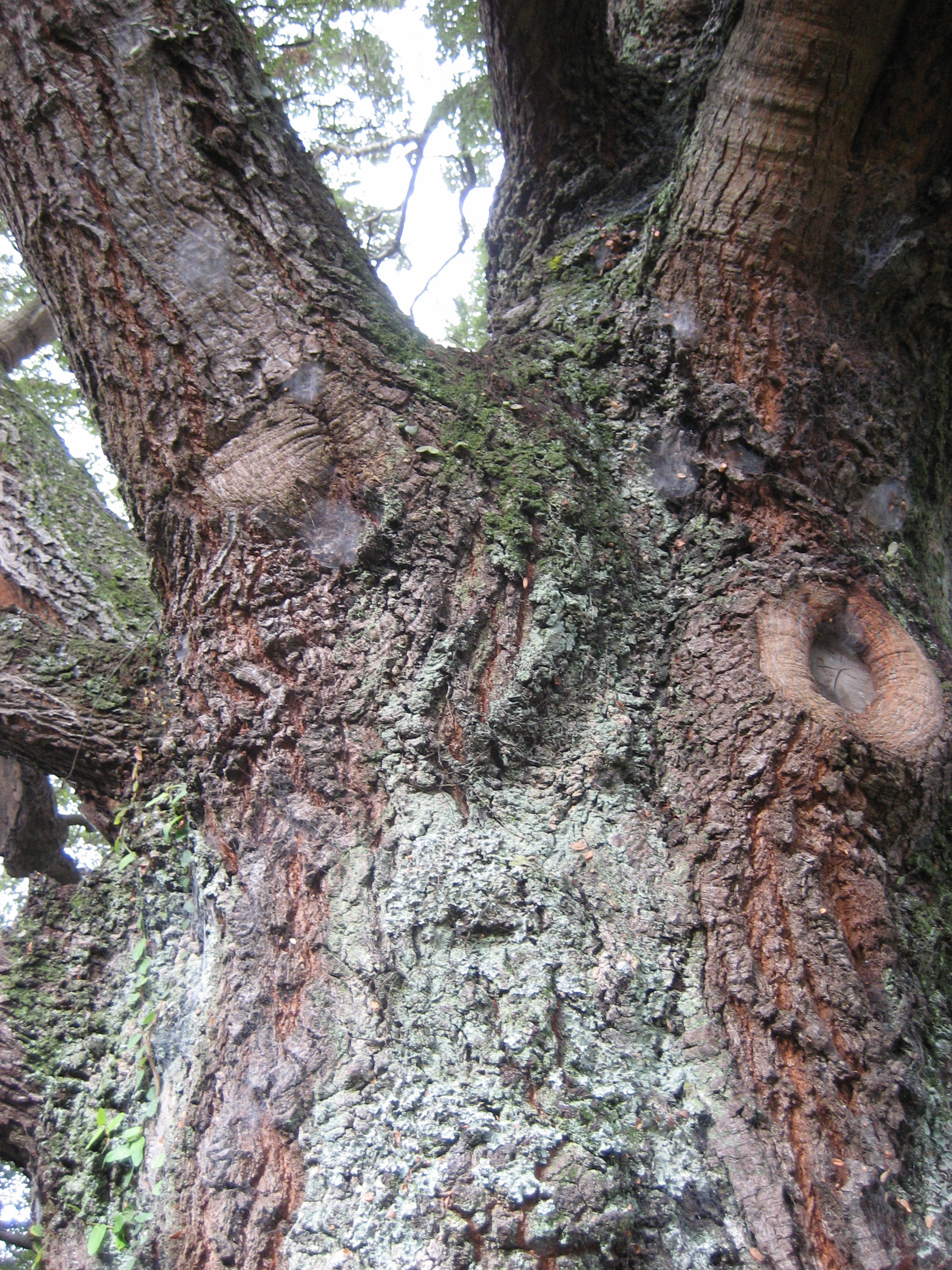
Kmen pabuku Nothofagus solandri

## Rozšíření
Rod pabuk zahrnuje asi 35 druhů a je rozšířen výhradně na jižní polokouli. Pabuky rostou v jižní části jihoamerických And až po jih Patagonie, ve východní a jihovýchodní Austrálii a v oblasti od Papui Nové Guiney po Tasmánii, Nový Zéland a Novou Kaledonii.
V některých oblastech jižní polokoule tvoří pabuky převažující složku hustých lesních porostů, především v Chile a Argentině, méně výrazně i na Novém Zélandu. Z fosilních dokladů je zřejmé, že v raných třetihorách se pabuky vyskytovaly na většině území Austrálie.

## Taxonomie
Rod pabuk byl často (např. Cronquist) řazen do čeledi bukovité (Fagaceae). Taková skupina je ovšem parafyletická, neboť pabukovité tvoří bazální větev řádu bukotvaré (Fagales).
Pabuky se od bukovitých liší především plodolisty s jediným obalem, listy s lístkovitými palisty a celokrajným až dvakrát pilovitým okrajem. Buk má palisty úzce trojúhelníkovité, plodolisty se 2 obaly a listy celokrajné až pilovité ale nikdy dvakrát pilovité.

## Význam
Pabuk jižní (Nothofagus antarctica) je občas pěstován jako sbírková dřevina, např. v Arboretu Žampach a Dendrologické zahradě v Průhonicích.